# John Claudius Loudon

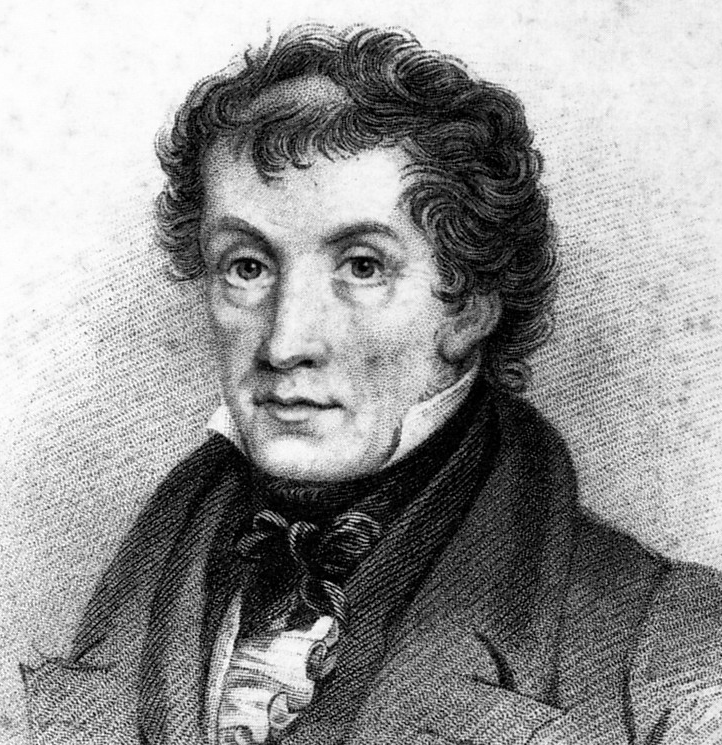
John Claudius Loudon, zeitgenössisches Porträt

John Claudius Loudon (* 8. April 1783 in Cambuslang nahe Glasgow, Schottland; † 14. Dezember 1843 in Bayswater bei London) war ein schottischer Botaniker und Landschaftsarchitekt. Sein offizielles botanisches Autorenkürzel lautet „Loudon“; früher war auch die Abkürzung „Loud.“ gebräuchlich.

## Kindheit, Jugend
Loudon wurde als Sohn eines angesehenen Landwirts geboren. Aus diesem Grunde erwarb er bereits in seiner Jugend praktisches Wissen über Pflanzen und über die Landwirtschaft. Als junger Mann studierte Loudon Chemie, Botanik und Landwirtschaft an der Universität Edinburgh.

## Arbeit im Zusammenhang mit dem Gartenbau
Um 1803 veröffentlichte Loudon in einer Literaturzeitschrift einen Aufsatz mit dem Titel Observations on Laying out the Public Spaces in London (Betrachtungen zur Gestaltung des öffentlichen Raums in London). In diesem Artikel empfahl er die Einführung luftigerer Bäume anstatt der bisher verwendeten Bäume mit einem dichten Kronenabschluss. 1806 erkrankte Loudon an rheumatischem Fieber, was schließlich zu einer Behinderung führte, die ihn jedoch nicht am Schreiben hinderte. Als seine Gesundheit sich langsam immer weiter verschlechterte, war er gezwungen, sich von einem Zeichner und anderen Gehilfen unterstützen zu lassen.
Ab 1808 war Loudon bei dem angesehenen General Stratton angestellt, um dessen Besitz Tew Park zu gestalten und zu bewirtschaften. Dort konnte Loudon eine Schule eröffnen, in der junge Männer mit den theoretischen Grundlagen der Landwirtschaft sowie mit den Möglichkeiten der Kultivierung des Bodens vertraut gemacht wurden. Loudons Konzeption zur Landschaftsgestaltung war ein Modell, das Effizienz und Vorteilhaftigkeit ebenso wie Eleganz und Kultiviertheit in sich vereinte. Zur Verbreitung landwirtschaftlichen Wissens veröffentlichte Loudon eine Schrift mit dem Titel The Utility of Agricultural Knowledge to the Sons of the Landed Proprietors of Great Britain, &c., by a Scotch Farmer and Land-Agent (Die Nützlichkeit landwirtschaftlichen Wissens für die Söhne der Landeigentümer Großbritanniens; von einem schottischen Landwirt und Grundstücksverwalter).

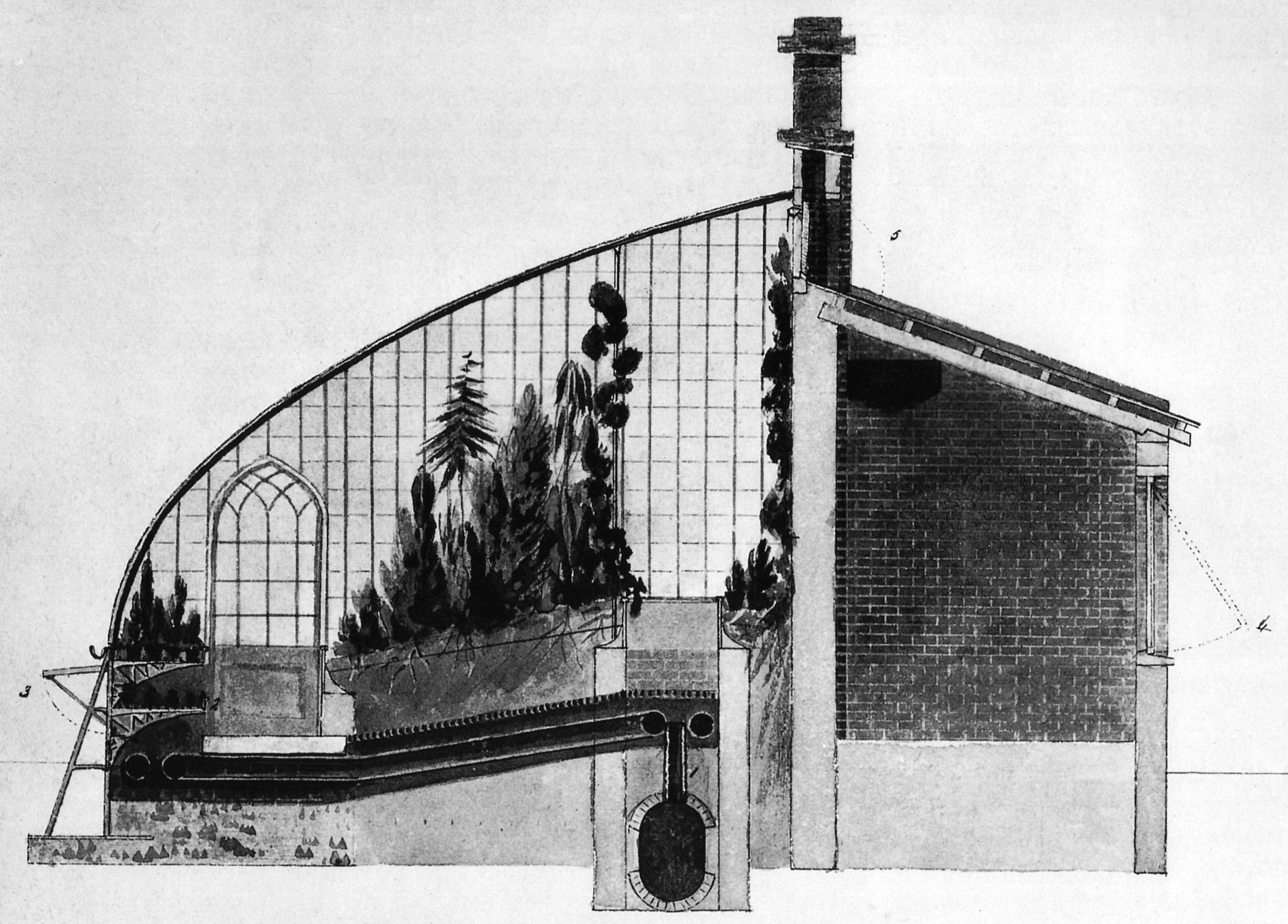
Entwurf für ein Gewächshaus von 1818

Nachdem er 1813 und 1814 durch Europa gereist war, begann Loudon sich auf die Verbesserung der Konstruktion von Gewächshäusern und anderen landwirtschaftlichen Systemen zu konzentrieren. Schließlich entwickelte er einen Entwurf für neigungsverstellbare Oberflächen, deren Lage sich je nach dem Stand der Sonne ändern ließ. Zudem entwickelte Loundon Pläne für die Unterkünfte von Industriearbeitern und passive Solarheizungssysteme.
Jahrzehnte bevor Frederick Law Olmsted und andere mit ihrer Arbeit begannen, etablierte Loudon sich bereits als Städteplaner. Seine Vision einer möglichen Langzeitplanung für Londons Grünflächen illustrierte er in seiner 1829 veröffentlichten Arbeit Hints for Breathing Places for Metropolis (Hinweise für Plätze zum Atmen in der Metropole). Er skizzierte darin das sorgsam geformte Wachstum der Städte unter Einflussnahme und Einbeziehung von Grüngürteln. Der Begriff „Arboretum“ wurde zum ersten Mal von John Claudius Loudon im Jahr 1838 in einem Buch über Bäume verwendet.
1832 führte Loudon die Gardenesque genannte Theorie zum Gartenbau ein. Danach sollte das Augenmerk auf die einzelne Pflanze gelegt werden, die so unter den besten Bedingungen ihr volles Potential beim Wachstum ausschöpfen konnte. Da man im 19. Jahrhundert allgemein der Auffassung war, dass Gärten nicht die Natur imitieren sollten, boten die mit Guardenesque propagierte Einführung exotischer Pflanzen sowie die Etablierung abstrakter Formen beim Gartenbau eine dem Zeitgeschmack entsprechende Lösung an.

## Taxonomische Ehrung
Die Gattung Loudonia Lindl. der Pflanzenfamilie der Tausendblattgewächse (Haloragaceae) ist nach ihm benannt.

## Publikationen
Loudon war ein profilierter Autor zu den Themenbereichen Gartenbau und Landschaftsarchitektur. 1822 erfolgte seine erste Veröffentlichung The Encyclopedia of Gardening. Nach dem Erfolg dieses Buchs veröffentlichte Loudon 1826 The Encyclopædia of Agriculture. Er begründete 1826 das Gardener’s Magazine, die erste periodisch erscheinende Zeitschrift, die sich ausschließlich mit dem Gartenbau befasste. Etwas später startete er im Jahre 1828 das Magazine of Natural History.
Loudons weitere Veröffentlichungen umfassen unter anderem:
- The Encyclopedias of Plants (1828)
- The Encyclopedia of Cottage, Farm, Villa Architecture (1834)
- Arboretum et Fruticetum Britannicum (1838)
- Suburban Gardener (1838)
- An Encyclopedia of Trees and Shrubs (1842)
- On the Laying Out, Planting, and Managing of Cemeteries, and on the improvement of churchyards (1843)
- The Principles of Landscape Gardening[3]

Loudon hoffte, mit seinen Publikationen einen weitreichenden Einfluss ausüben zu können. Er wollte mit ihnen seine Idealvorstellungen zur Gestaltung des öffentlichen Raums und der Verbesserung der Städteplanung verbreiten und das Interesse an der Landwirtschaft und dem Gartenbau zu wecken. Seine Zeitschriften und sonstigen Arbeiten versetzten ihn in die Lage, sowohl mit anderen Fachleuten als auch mit den Vornehmen zu kommunizieren.
Er arbeitete in dem Glauben, dass öffentliche Verbesserungen in einer demokratischen sowie umfassend nachhaltigen Art und Weise durchgeführt werden sollten und nicht nur vereinzelt in Abhängigkeit von Wohltaten der Reichen. 1839 wurde er mit der Erstellung des Arboretums in Derby beauftragt. Durch Aufträge wie diesen war es Loudon möglich, die Prinzipien, die er in seinen Zeitschriften publizierte, tatsächlich umzusetzen. Er versuchte, die allgemeine Öffentlichkeit und ihre Mühsal bei der Erstellung der Anlage zu berücksichtigen, indem er einen Platz schuf, an dem sich die verschiedenen Klassen der Gesellschaft zwanglos vermengen und zugleich einen gemeinsamen Lokalstolz entwickeln konnten. In seinem Bestreben erzieherisch bedeutende Umgebungen zu schaffen, versah er die Pflanzen mit ausführlichen Hinweistafeln. Loudons Entwurf für das Arboretum in Derby diente als Vorbild für die Royal Botanic Gardens in Kew. In seinem letzten Lebensjahr erschien in London ein Werk über die Planung und Verwaltung von Friedhöfen, worin er für eine parkartige Gestaltung warb, die zur öffentlichen Nutzung einladen möge. Im Dezember 1843 starb John Loudon an einer Lungenkrankheit.

## Bekannte Arbeiten Loudons
- Birmingham Botanical Gardens
- Derby Arboretum, Derby City
- Harewood House, West Yorkshire
- Abbey Cemetery, Bath and North East Somerset
- Ditchley, Oxfordshire
- Garth, The, Guilsfield, Powys
- Stradsett Hall, Norfolk